# Энология
Эноло́гия (от др.-греч. οἶνος  — «вино») — наука о вине (алкоголе).

## Основные сведения
Энология включает в себя виноделие — контролируемый процесс превращения виноградного сока в вино путём брожения и све́дения о последующем уходе за вином и его правильном хранении.
Эно́лог — специалист, который занимается оценкой виноградников, про́бой почвы, воды́ и вина́. Обычно сам выращивает виноград и занимается производством вина́ (виноделием).